# Asinii
Légende :
♦Patricien, ♦Plébéien, ♦Consulaire, ♦Sénatorial, ♦Équestre
Gens et Liste des gentes romaines
Les Asinii sont les membres d'une ancienne famille plébéienne romaine, la gens Asinia.

## Origines
Cette famille est originaire de Teate, ville principale des Marrucins. Leur nom est dérivé d'un cognomen des Scipions, Asina. Le Herius mentionné par Silius Italicus, actif durant la deuxième guerre punique, est un ancêtre de cette gens. Toutefois, le premier membre de cette famille à porter le nomen Asinius est Herius Asinius, meneur des Marrucins durant la guerre sociale de 90 av. J.-C.
Les cognomina portés dans cette famille sont Agrippa, Celer, Dento, Gallus, Pollio et Saloninus.

## Principaux membres

### AsiniideTeate
- Herius Asinius, (v.-130 - -90), commandant des Marrucins contre Marius pendant la Guerre sociale
  - Cnaeus Asinius, (v.-100 - ?), chevalier romain;
    - Herius Asinius Marrucinus, (v.-80 - ?), sénateur partisans de César;
    - Cnaeus Asinius, (v.-78 - ap.v.-34), sénateur en -43, proconsul d'Asie vers -34;
    - Caius Asinius Pollio, (v.-76 - 5), consul en -40, orateur, historien et poète romain, consul en 40 av. J.-C.
      - Caius Asinius Gallus, (-41 - 33), consul en 8 av. J.-C.
        - Caius Asinius Pollio, (v.-10 - ap.39), consul en 23;
          - ? (Marcus Asinius Pollio), (v.25 - ?)
            - ? Marcus Asinius Pollio Verrucosus, (v.45 - ap.81), consul en 81;

          - ? (Caius Asinius Placentinus), (v.30 - ?);
            - ? Marcus Asinius Atratinus, (v.55 - ap.89), consul en 89;
              - ? Caius Asinius Tucurianus, (v.80 - ap.v.115), proconsul de Sardaigne vers 115;
                - ? (Asinia Polla), (v.120 - ?), épouse de Titus Sextius Lateranus

        - Marcus Asinius Agrippa, (v.-8 - 26), consul en 25
        - Asinius Gallus, (v.-5 - ap.46), consul suffect, complote contre Claude en 46 et est exilé[a 2],[a 3]
        - Cnaeus Asinius Saloninus, (v.-1 - 22),
        - Servius Asinius Celer, (v.5 - av.47), consul suffect en 38;
          - Asinia Agrippina, (v.25 - ?);

      - (Cnaeus Asinius) Saloninus, (-39 - v.-30);
      - Herius Asinius, (v.-38 - av.5);
      - (Asinia), (v.-35 - ?), épouse de Marcus Claudius Marcellus Aeserninus[a 4],[a 5];
        - Marcus Claudius Marcellus Aeserninus, (v.-12 - ap.20), préteur en 19;
          - ? Claudia Aesernina, (v.15 - ap.43), prêtresse de Livie;
          - Marcus Asinius Marcellus, (v.20 - ap.61), consul en 54;
            - ? Quintus Asinius Marcellus, (v.40 - ?)
              - Quintus Asinius Marcellus, (v.65 - ap.134), consul suffect vers 99;
                - Asinia Marcella;
                - Asinia Quadratilla, (v.95 - ap.150)

              - Marcus Asinius Marcellus, (v.70 - ap.104), consul suffect en 104;

### AsiniidePhrygie
- Caius Asinius Frugi, (v.80/90 - ap.98/116), magistrat monetaire sous Trajan;
  - ? Caius Asinius Agraeus Philopappus, (v.105/15 - ap.147/60), archireus de Phrigie;
    - ? (Caius Asinius Nicomachus), (v.140 - ?)
      - Caius Asinius Quadratus, (v.160 - ap.v.211), consul suffect, historien romain de langue grecque du IIIe siècle;
        - Caius Asinius Nicomachus Iulianus, (v.185 - ?), consul suffect, proconsul d'Asie;
          - Nicomacha, (v.220 - ?), épouse Anicius Faustus;

  - ? Caius Asinius Rufus;
    - ? Asinius Frugi, (v.140 - ap.176), stratege en 176;
      - Caius Asinius Nicomachus, (v.160 - ap.v.200), consul suffect vers 200;
        - Caius Asinius Rufus Nicomachus, (v.185 - ap.v.220), consul suffect vers 220
        - (Gaius) Asinius Lepidus, (v.185 - ap.222), consul suffect en 222;
          - Caius Asinius Lepidus Praetextatus, (v.210 - ap.242), consul en 242[b 1];

### Asinii Sabiniani
Les Asinii Sabiniani sont originaires d'Acholla, dans la province d'Afrique, ils sont inscrits dans la tribu Horatia.
- Sextus (Asinius);
  - Marcus Asinius Rufinus Valerius Verus Sabinianus, (v.140 - ap.185), consul suffect vers 183/5;
    - ? Asinia, (v.170 - ?), épouse Aulus Triarius Rufinus;
      - Marcus Triarius Rufinus Asinius Sabinianus, (v.190 - ap.v.225), consul suffect vers 225;

    - Sextus Asinius Rufinus Sabinus, (v.180 - ?), préteur;

## Pour approfondir